# جينيفر كاربنتر
جنيفر ليان كاربنتر (بالإنجليزية: Jennifer Carpenter)‏7 ديسمبر 1979هي ممثلة أمريكية اشتهرت بدور ديبرا مورغان في مسلسل (ديكستر) الذي عرض على شوتايم.
في عام 2019 بدأت في لعب دورأيريكا شيبرد(الدور الرئيسي) في المسلسل الدرامي The Enemy Inside.

## النشأة
ولدت جينيفر في 7 ديسمبر 1979، في لويفيل ، كنتاكي ، ابنة روبرت كاربنتر وكاثرين كاربنتر، وقد درست بأكاديمية (القلب المقدس) ، كما درست الدراما المسرحية في مسرح «ألدن» في لويزفيل بولاية كنتاكي، ثم تدربت في مدرسة (جوليارد) بنيويورك عام 2002. وقد بدأت حياتها الفنية بفيلم Nice Guys Sleep Alone

## وصلات خارجية
* جينيفر كاربنتر على موقع IMDb (الإنجليزية)
- جينيفر كاربنتر على موقع روتن توميتوز (الإنجليزية)
- جينيفر كاربنتر على موقع ألو سيني (الفرنسية)
- جينيفر كاربنتر على موقع تيرنر كلاسيك موفيز (الإنجليزية)
- جينيفر كاربنتر على موقع أول موفي (الإنجليزية)
- جينيفر كاربنتر على موقع قاعدة بيانات برودواي على الإنترنت (الإنجليزية)
- جينيفر كاربنتر على موقع قاعدة بيانات الأفلام السويدية (السويدية)
- جينيفر كاربنتر على موقع إن إن دي بي (الإنجليزية)
- جينيفر كاربنتر على موقع قاعدة بيانات الفيلم (الإنجليزية)
- جينيفر كاربنتر على موقع كينوبويسك (الروسية)